# Fistful of Metal
Fistful of Metal és el nom del l'àlbum debut del grup americà de thrash metal Anthrax. Va ser publicat el gener de 1984 per Megaforce Records als Estats Units i per Music For Nations a tot el món.

## Llista de cançons
1. "Deathrider" (Neil Turbin, Dan Spitz, Scott Ian, Danny Lilker, Charlie Benante) – 3:30
2. "Metal Thrashing Mad" (Turbin, Spitz, Ian, Lilker, Benante) – 2:39
3. "I'm Eighteen" (Alice Cooper, Glen Buxton, Michael Bruce, Dennis Dunaway, Neal Smith) – 4:02
4. "Panic" (Turbin, Ian, Lilker) – 3:58
5. "Subjugator" (Turbin, Spitz, Ian, Lilker, Benante) – 4:38
6. "Soldiers of Metal" (Turbin, Ian, Lilker) – 2:55
7. "Death from Above" (Turbin, Ian, Lilker) – 5:00
8. "Anthrax" (Turbin, Ian, Lilker) – 3:24
9. "Across the River" (Ian, Lilker) – 1:26
10. "Howling Furies" (Ian, Lilker) – 3:55

## Personal
- Neil Turbin – Cantant
- Dan Spitz – Guitarra
- Scott Ian – Guitarra rítmica
- Danny Lilker – Baix
- Charlie Benante – Bateria